# Colonia la Florida
Colonia la Florida, även El Jegüey, är en ort i Mexiko, tillhörande kommunen Almoloya del Río i delstaten Mexiko, i den centrala delen av landet. Orten hade 109 invånare vid folkräkningen 2010.